# Мексика на зимових Олімпійських іграх 1992
Мексика на зимових Олімпійських іграх 1992 року, які проходили у французькому місті Альбервіль, була представлена 20 спортсменами (16 чоловіками та 4 жінками) в чотирьох видах спорту — гірськолижний спорт, бобслей, лижні перегони та фігурне катання. Прапороносцем на церемонії відкриття Олімпіади був лижник Роберто Альварес.
Мексика вчетверте взяла участь у зимовій Олімпіаді. Мексиканські спортсмени не здобули жодної медалі.

## Бобслей
| След  | Спортсмени                                                        | Дисципліна | Спуск 1 | Спуск 1 | Спуск 2 | Спуск 2 | Спуск 3 | Спуск 3 | Спуск 4 | Спуск 4 | Разом   | Разом |
| След  | Спортсмени                                                        | Дисципліна | Час     | Місце   | Час     | Місце   | Час     | Місце   | Час     | Місце   | Час     | Місце |
| ----- | ----------------------------------------------------------------- | ---------- | ------- | ------- | ------- | ------- | ------- | ------- | ------- | ------- | ------- | ----- |
| MEX-1 | Роберто Тамес Мігель Елісондо                                     | двійки     | 1:03.46 | 42      | 1:03.88 | 42      | 1:03.42 | 38      | 1:03.46 | 39      | 4:14.22 | 41    |
| MEX-2 | Хорхе Тамес Карлос Касар                                          | двійки     | 1:03.42 | 41      | 1:03.77 | 41      | 1:03.66 | 40      | 1:03.78 | 42      | 4:14.63 | 42    |
| MEX-1 | Луїс Адріан Тамес Рікардо Родрігес Франциско Негрете Карлос Касар | четвірки   | 1:00.97 | 30      | 1:01.36 | 30      | 1:01.30 | 28      | 1:01.51 | 28      | 4:05.14 | 28    |

## Гірськолижний спорт
| Спортсмен                | Дисципліна                   | Спуск 1 | Спуск 2 | Загалом | Загалом |
| Спортсмен                | Дисципліна                   | Час     | Час     | Час     | Місце   |
| ------------------------ | ---------------------------- | ------- | ------- | ------- | ------- |
| Губертус фон Гогенлое    | швидкісний спуск, чоловіки   |         |         | 2:02.98 | 38      |
| Карлос Міер-і-Теран      | супергігант, чоловіки        |         |         | DNF     | –       |
| Едуардо Ампудія          | супергігант, чоловіки        |         |         | 1:36.86 | 87      |
| Іньїго Доменеч           | супергігант, чоловіки        |         |         | 1:35.29 | 85      |
| Губертус фон Гогенлое    | супергігант, чоловіки        |         |         | 1:24.79 | 70      |
| Хорхе Едуардо Балестерос | гігантський слалом, чоловіки | DNF     | –       | DNF     | –       |
| Герман Санчес            | гігантський слалом, чоловіки | 1:27.29 | 1:29.42 | 2:56.71 | 79      |
| Едуардо Ампудія          | гігантський слалом, чоловіки | 1:23.07 | 1:24.53 | 2:47.60 | 72      |
| Карлос Міер-і-Теран      | гігантський слалом, чоловіки | 1:22.24 | 1:22.49 | 2:44.73 | 65      |
| Герман Санчес            | слалом, чоловіки             | DNF     | –       | DNF     | –       |
| Хуан-Карлос Елісондо     | слалом, чоловіки             | 1:27.91 | 1:13.88 | 2:41.79 | 54      |
| Карлос Міер-і-Теран      | слалом, чоловіки             | 1:04.50 | DNF     | DNF     | –       |
| Хорхе Едуардо Балестерос | слалом, чоловіки             | 1:03.85 | DNF     | DNF     | –       |
| Вероніка Ампудія         | гігантський слалом, жінки    | 1:38.05 | 1:37.20 | 3:15.25 | 44      |
| Самманта Тойшер          | гігантський слалом, жінки    | 1:30.18 | 1:32.50 | 3:02.68 | 41      |
| Чус Кортіна              | гігантський слалом, жінки    | 1:23.68 | 1:23.36 | 2:47.04 | 36      |
| Вероніка Ампудія         | слалом, жінки                | 1:16.45 | 1:08.40 | 2:24.85 | 42      |
| Самманта Тойшер          | слалом, жінки                | 1:11.04 | 1:03.83 | 2:14.87 | 40      |
| Чус Кортіна              | слалом, жінки                | 1:08.52 | 58.61   | 2:07.13 | 36      |

комбінація, чоловіки
| Спортсмени            | Швидкісний спуск | Слалом  | Слалом  | Разом  | Разом |
| Спортсмени            | Час              | Час 1   | Час 2   | Бали   | Місце |
| --------------------- | ---------------- | ------- | ------- | ------ | ----- |
| Губертус фон Гогенлое | 1:55.95          | 1:03.45 | 1:03.68 | 259.10 | 36    |

## Лижні перегони
| Дисципліна       | Спортсмен        | Дистанція | Дистанція |
| Дисципліна       | Спортсмен        | Час       | Місце     |
| ---------------- | ---------------- | --------- | --------- |
| 10 км (чоловіки) | Роберто Альварес | 40:28.5   | 105       |
| 15 км (чоловіки) | Роберто Альварес | 1'07:38.2 | 94        |
| 30 км (чоловіки) | Роберто Альварес | 2'01:28.1 | 81        |
| 50 км (чоловіки) | Роберто Альварес | 3'09:04.7 | 67        |

## Фігурне катання
Чоловіки
| Спортсмен            | SP | FS  | TFP | Місце |
| -------------------- | -- | --- | --- | ----- |
| Ріккардо Олаваррієта | 30 | DNF | DNF | –     |

Жінки
| Спортсмен     | SP | FS  | TFP | Місце |
| ------------- | -- | --- | --- | ----- |
| Майда Наварро | 29 | DNF | DNF | –     |